# لوكاس زكريا
لوكاس زكريا هو مبارز بالسيف إندونيسي، ولد في 18 أغسطس 1971.

## وصلات خارجية
- لوكاس زكريا على موقع أوليمبيديا (الإنجليزية)